# Vojta Slukov

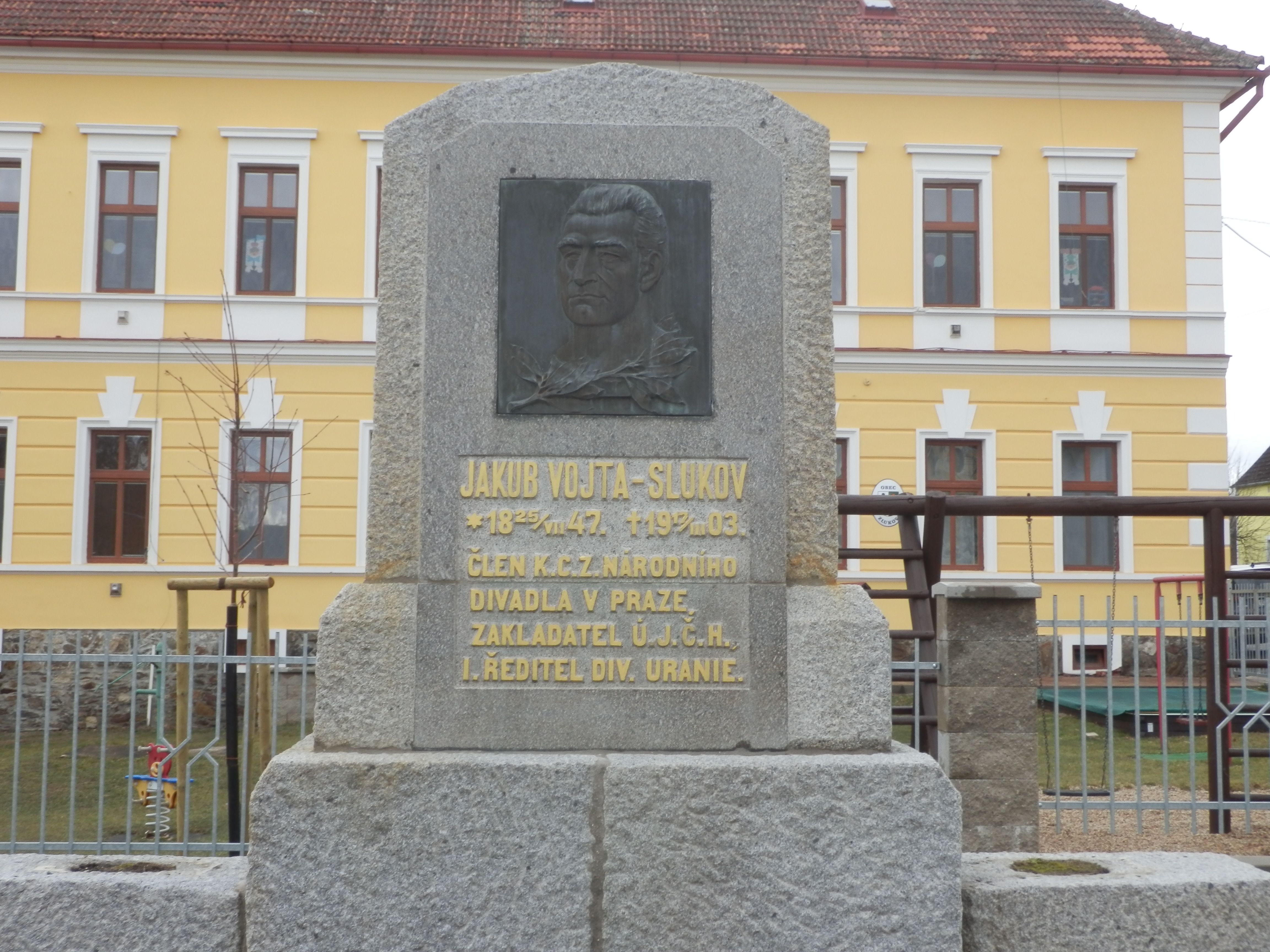
Pomník herce Vojty Slukova v rodném Zlukově u Veselí nad Lužnicí

Vojta Slukov, vlastním jménem Jakub Vojta (25. července 1847 Zlukov – 17. března 1903 Praha), byl český herec Prozatímního a Národního divadla, režisér, zakladatel Ústřední jednoty českého herectva (1885) a její první předseda, první ředitel divadla Uranie (1902).

## Mládí a divadelní začátky
Narodil se v obci Zlukov (asi 1 km východně od Veselí nad Lužnicí) jako Jakub Vojta, syn rolníka. Nadaný žák přešel ze soběslavské školy na studium gymnázia v Jindřichově Hradci, zde se ve svých 17 letech poprvé blíže setkal s divadlem a to na něho zapůsobilo tak silně, že zanechal studia a odjel brzy do jihočeské Třeboně za Čížkovou divadelní společností. Zde měl hereckou premiéru 25. ledna 1865 v roli Miloty z Dědic v Hálkově hře “Záviš z Falknštejna“  a pak dále hrál u různých kočovných společností (např. F. J. Čížek, J. J. Stránský-Pokorný, Josef Emil Kramuele) s výjimkou let 1870–1873 , kdy vykonal vojenskou službu v Josefově. V roce 1873 přešel k velké společnosti Švandově na pražském Smíchově a od něho ke Stankovskému. Diváky, zejména na českém venkově si získával jako představitel statečných šlechetných hrdinů, plných sebevědomého vzdoru či vlasteneckého nadšení.

## V pražských divadlech
Po úspěchu ve svém vystoupení (16. ledna 1875 – role hraběte Strahla v „Katince Heilbronnské“) byl (také býval uváděn pod jménem Jakub Vojta-Slukov) ihned angažován do Prozatímního divadla v Praze . Zde vytvořil mnoho postav, do kterých vkládal nejen svůj plnokrevný mužný zjev, ale také svoji přímost, nadšení a uměleckou individualitu. V roce 1881 přešel jako vynikající člen PD do činohry Národního divadla, kde byl také režisérem 4 inscenací. V roce 1889, v době úspěchů v bohaté umělecké činnosti však těžce onemocněl (TBC) a po dvouletém léčení, mj. pobytu v Itálii a odpočinků na jihu Čech se v roce 1901 musel vzdát své herecké činnosti. S prkny Národního divadla se rozloučil dne 14. prosince 1901 rolí císaře Františka ve hře Zkouška státníkova.
Koncem roku 1902 se ještě na krátký čas stal ředitelem divadla Uranie v pražských Holešovicích , nově zreorganizované divadelní scény, kde usiloval mj. o řádné zastoupení české a slovanské dramatické literatury a o uvádění nadaných českých autorů na scénu a snažil se zde vytvořit předměstské divadlo dobré úrovně. Ještě 4. ledna 1903 začal opět hrát (ve hře „Vojtěch Žák, výtečník“ - autor Ladislav Stroupežnický), ale svoje umění v této roli divákům rozdával jen dva a půl měsíce – do své náhlé smrti.

## Vojta Slukov nejen herec
Mnoho let života věnoval práci ve vlasteneckých spolcích, např. byl v porotě Náprstkovy ceny. Velkou zásluhu má o založení „Ústřední jednoty českého herectva“ 
, na její první valné schůzi (14. srpna 1885) byl Vojta Slukov zvolen za prvního předsedu. Tato „Jednota“ byla založena za účelem hmotného podporování, sociálního zabezpečení herců–členů, kteří bez vlastní viny nebyli schopni dále nebo v době nemoci hrát a také pro všeobecné hájení zájmů českého herectva. Jeho přičiněním se také uskutečnilo divadelní oddělení Národopisné výstavy v Praze (1895). Vojta Slukov napsal některé své vzpomínky a přeložil také Dančenkovu hru Šťastný člověk.

## Připomínání

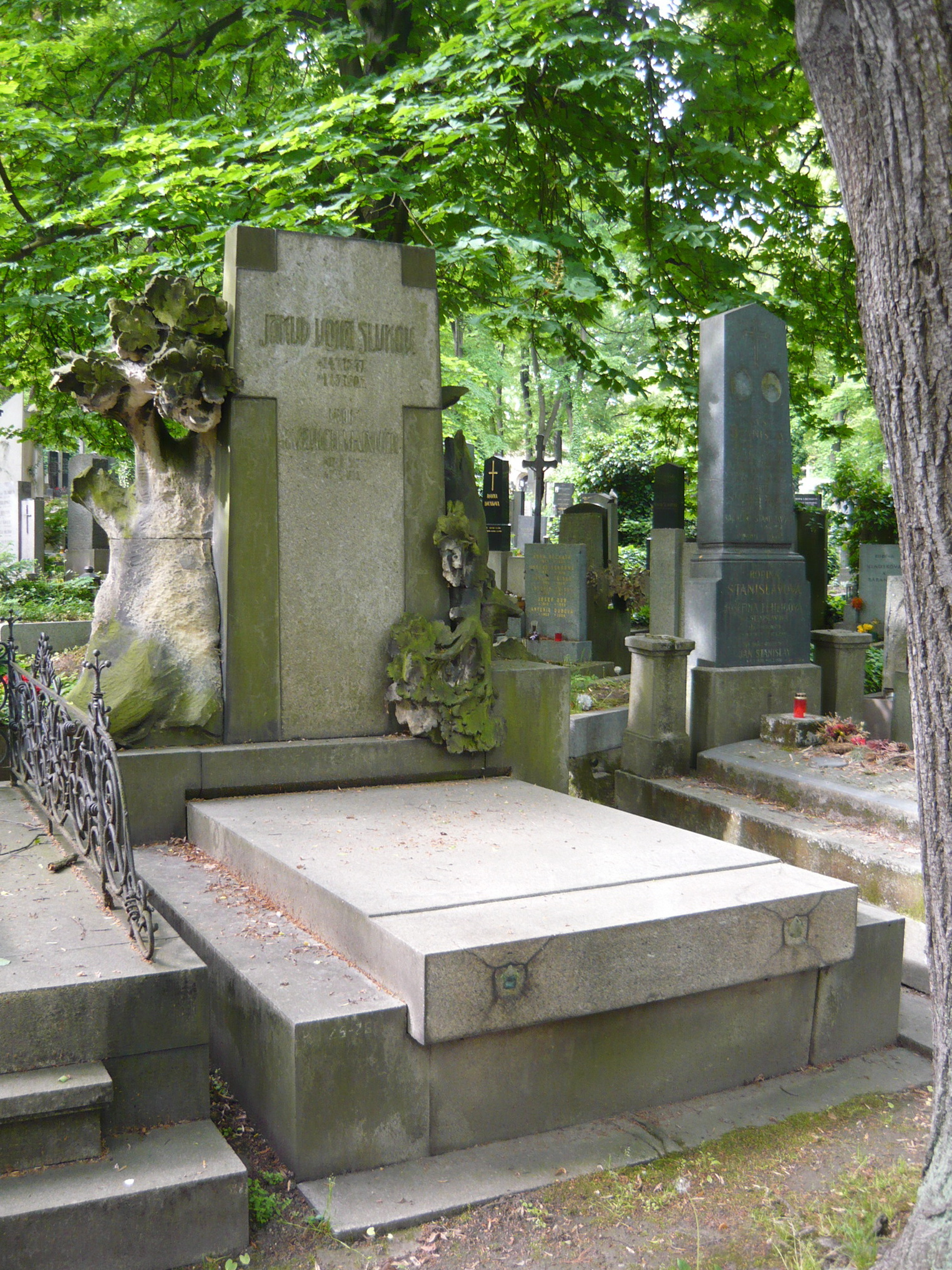
Hrob na Olšanských hřbitovech v Praze

Mezi největší role Jakuba Vojty Slukova patří:
- Faust v Goethově Faustovi (1885)
- Odysseus ve Smrti Odyssea Jaroslava Vrchlického (1883)
- Mackbeth (1883), Othello (1887)
- Robert Helmer v Ibsenově Noře (1888)
- Oidipus v Sofoklově Oidipus král (1889)
- Jan Žižka v Kolárově Žižkově smrti (1891 a 1894)
- Vávra v Maryše (1893).

Jeho jménem byly nazvány také některé ochotnické soubory např.:
- Praha–Vinohrady
- Rataje u Bechyně
- Sibřina,
- Libštát u Semil
- Lomnice nad Lužnicí
- Veselí nad Lužnicí
- Zlukov
- Čtenářsko-ochotnický spolek Vojta Slukov na Žižkově (1905)

V rodné obci Zlukov u Veselí nad Lužnicí má Vojta Slukov, jako v historii první čs. herec, od 21.8.1910 před školou pomník. (Architekt Karel Šidlík, sochař Antonín Odehnal)
Jeho hrob nalezneme v Praze na Olšanských hřbitovech v úseku VI, odd.10b, č. 26. kde leží společně se svým zetěm, MUDr. E. Maixnerem, synem prof. Emericha Maixnera.
Jeho písemná pozůstalost se nachází od roku 2018 v Divadelním ústavu v Praze. V roce 2023 mu byla uspořádána výstava ve Veselí nad Lužnicí a téhož roku se v jeho rodné vsi připravuje Turistická stezka Jakuba Vojty-Slukova. 